# Claudia Lehmann (Filmemacherin)
Claudia Lehmann (* 25. Februar 1975 in Langenhagen bei Hannover) ist eine deutsche Filmemacherin, Videokünstlerin, Performerin, Produzentin, Autorin und promovierte Physikerin.

## Leben
Nach dem Physikstudium an der Universität Erlangen und Universität Hamburg promovierte Claudia Lehmann in Theoretischer Elementarteilchenphysik am DESY in Hamburg unter Gerhard Mack. Im Anschluss studierte sie Filmregie an der Hamburg Media School unter Hark Bohm. Neben ihren Filmprojekten arbeitet sie seit 2001 regelmäßig am Theater als Videokünstlerin. Als Künstlerin inszenierte sie Performances und Installationen in verschiedenen Kontexten. 2014 gründete sie gemeinsam mit dem Künstler, Musiker und Komponisten Konrad Hempel das Institut für Experimentelle Angelegenheiten.

## Werk (Arbeiten)
In der Reihe »Perspektive Deutsches Kino« der Berlinale, feierten ihr Abschlussfilm der Filmhochschule Memoryeffekt (2007) und ihr Dokumentarfilm Hans im Glück (2009) Premiere. 2012 kam ihr Spielfilm Schilf mit Mark Waschke und Stipe Erceg in die Kinos. Dieser von Manuela Stehr für X-Filme produzierte Film ist eine Adaption des gleichnamigen Romans von Juli Zeh. Sie führte Regie und verfasste das Drehbuch mit. Für die Filmprojekte Hans im Glück und Not more than an Agreement (2013) war sie auch als Produzentin tätig.
Sie erarbeitet seit vielen Jahren Performances und Videokonzepte an diversen Theatern. Eine langjährige Zusammenarbeit verbindet sie mit dem Regisseur Nicolas Stemann und mit den Musikern Thomas Kürstner und Sebastian Vogel. Sie entwickelte unter anderem die Video-Konzepte für »Die Räuber« am Thalia Theater Hamburg, »Die heilige Johanna der Schlachthöfe« am Deutschen Theater Berlin, »Die Kontrakte des Kaufmanns«, bei welchem sie das Video auch live inszenierte, »Faust 1&2« (Inszenierung des Jahres 2012) bei den Salzburger Festspielen und am Thalia Theater Hamburg, »Rein Gold« an der Staatsoper Berlin oder »Wut« von Elfriede Jelinek an den Münchner Kammerspielen. Mehrfach wurde sie zum Berliner Theatertreffen eingeladen. »Die Kontrakte des Kaufmanns« und »Faust 1 & 2« wurden beim Festival d’Avignon gezeigt.
Ihre Installationen und auch ihre Filme stehen unter dem Einfluss ihrer wissenschaftlichen Vergangenheit. So entstand beispielsweise für das Fleetstreet Theater Hamburg die Performance zur Quantenmechanik »Scharf oder Unscharf«. In ihrer Arbeit für das Institut für Experimentelle Angelegenheiten entwickelt sie mit Konrad Hermann Hempel grenzüberschreitende Formate, die eine Brücke zwischen Wissenschaft und Kunst schlagen.

## Sonstiges
Claudia Lehmann lehrt an der Universität der Künste Berlin und der Kunsthochschule Weißensee. 2013 war sie Mitglied der Auswahlkommission des DOK Festivals Leipzig. Ferner spielt und singt sie in der Berliner Band »Hands up – Excitement!«.

## Filmografie (Auswahl)
- Memoryeffekt, Kinospielfilm 2006
- Hans im Glück, Dokumentarfilm 2009
- Schilf – Alles, was denkbar ist, existiert, Kinospielfilm 2012
- Not more than an Agreement, Spielfilm 2013
- Die Sinfonie der Ungewissheit, Dokumentarfilm 2018
- Star Bond  (mit Nils Schaller) Spielfilm 2019

## Einladungen und Auszeichnungen (Auswahl)
- Memoryeffekt, 57. Int. Filmfestspiele Berlin, Perspektive Deutsches Kino, Internationales Filmfestival Warschau, Gewinner des Shocking Shorts Award 2007, Nominierung für den Studio Hamburg Nachwuchspreis bestes Drehbuch Max-Ophüls-Preis-Festival 2007 Wettbewerb Busho Open Shorts Budapest
- Hans im Glück, 59. Int. Filmfestspiele Berlin, Perspektive Deutsches Kino, Duisburger Filmwoche 2009, Bozener Filmtage 2009, South by Southwest Festival 2009, Austin
- Not more than an Agreement, Gewinner des Samsung Smartfilm Award 2013 im Rahmen der 63. Int. Filmfestspiele Berlin